# 点胸鸦雀
点胸鸦雀（学名：Paradoxornis guttaticollis）为鸦雀科鸦雀属的鸟类，俗名黄嘴鸦雀华南亚种、斑喉鸦雀。分布于印度、孟加拉以及中国南部（北抵甘肃和陕西等省、向南包括中南半岛北部与中国相邻的山地）等地。该物种的模式产地在四川宝兴。

## 亚种
- 点胸鸦雀贡山亚种（学名：Paradoxornis guttaticollis gongshanensis），俗名黄嘴鸦雀贡山亚种，是中国的特有物种。分布于云南等地。该物种的模式产地在云南漾濞。[2]
- 点胸鸦雀指名亚种（学名：Paradoxornis guttaticollis guttaticollis），俗名斑喉鸦雀指名亚种。该物种的模式产地在四川宝兴。[3]